# Pterorthochaetes montanus
Pterorthochaetes montanus is een keversoort uit de familie Hybosoridae. De wetenschappelijke naam van de soort is voor het eerst geldig gepubliceerd in 1999 door Ballerio.